# Phaeolejeunea latistipula
Phaeolejeunea latistipula là một loài Rêu trong họ Lejeuneaceae. Loài này được (Schiffner) Mizut. miêu tả khoa học đầu tiên năm 1968.